# Joseph Bologne
Joseph Bologne (Luik, 17 november 1871 - aldaar, 17 september 1959)  was een Belgisch politicus en burgemeester.

## Levensloop
Bologne groeide op in het gezin van een wapensmid en een strijkster. Op zijn zestiende ging hij als bediende aan de slag bij Dumon, een bedrijf dat handelde in tabak. Niet veel later werd hij er aangenomen als handelsreiziger. Hij was daarnaast in 1905 stichter van het restaurant Brasserie fédérale in Luik en in 1931 in Namen stichter van het immobiliënkantoor Le Crédit aux Prévoyants, waarvan hij het voorzitterschap op zich nam.
In maart 1895 was Bologne in Luik medeoprichter van een vakbond voor bedienden en handelsreizigers. Hij raakte er in de ban van het socialisme en stichtte in 1902 een coöperatieve bakkerij in de Luikse wijk Sainte-Walburge. Hij zetelde tevens in de raad van bestuur van het Luikse volkshuis Le Populaire, was na de Eerste Wereldoorlog betrokken bij de oprichting van coöperatieven in de Naamse gemeenten Andenne en Auvelais. Bovendien was Bologne lid van de bestuursraad van de in 1920 opgerichte socialistische krant La Wallonie en vertegenwoordigde hij de bestuursraad in het politiek en moreel directiecomité van de krant.
Van 1910 tot 1932 zetelde Bologne namens de Belgische Werkliedenpartij in de Kamer van volksvertegenwoordigers. Hij vertegenwoordigde het arrondissement Namen, hoewel hij gedomicilieerd was in de stad Luik. Na de verkiezingen van 1932 werd hij gecoöpteerd in de Senaat, waar hij tot 1946 zou zetelen. Als parlementslid verdiepte hij zich in financiële materies en specialiseerde hij zich in douanetaksen en accijnzen. In 1922 diende Bologne een wetsvoorstel in ter invoering van een transmissietarief en in 1923 volgde de indiening van een wetsvoorstel ter toekenning van een toelage voor de kosten van het levensonderhoud van oorlogsslachtoffers. Een ander wetsvoorstel van zijn hand, dat in 1926 werd ingediend, was de instelling van gemengde commissies die per arrondissement minimale regels voor de arbeidsvoorwaarden en verloning van werknemers moesten vastleggen. Bologne rechtvaardigde dit voorstel met het feit dat er grote verschillen bestonden in de arbeidsomstandigheden van werknemers en dat het daarom onmogelijk was om nationale regelgeving door te voeren. 
Joseph Bologne nam tijdens de Eerste Wereldoorlog een felle anti-Duitse houding aan en maakte toen deel uit van een netwerk dat inlichtingen doorspeelde aan de geallieerden, waarvoor hij door de Duitsers ter dood werd veroordeeld.
In 1900 werd Bologne eveneens verkozen tot gemeenteraadslid van Luik. In april 1935 werd hij er schepen van Burgerlijke Stand, Bevolking, Toerisme en Waterbeheer, wat hij bleef tot in 1940, het jaar dat de Tweede Wereldoorlog uitbrak in België. In januari dat jaar overleed de liberale burgemeester Xavier Neujean, waarna de socialisten diens opvolger mochten voordragen. Het ambt werd eerst aangeboden aan Bolognes partijgenoten Georges Truffaut en Léon Troclet, maar beiden weigerden, waarna Bologne op 9 april 1940 tot burgemeester werd benoemd. Een maand later viel het Duitse leger België opnieuw binnen. Bologne werd aanvankelijk getolereerd als burgemeester, maar werd in november 1942 afgezet en vervangen door een door de Duitsers aangestelde rexistische burgemeester. De reden hiervoor was dat hij geweigerd had bepaalde inlichtingen aan de bezetter te verschaffen. Hij ging vervolgens in het verzet en werd lid van de beweging Wallonie libre.
Na de Bevrijding in oktober 1944 nam Bologne zijn burgemeesterschap terug op. Niet veel later werd hij ervan beschuldigd lijsten met communisten aan de Duitsers overhandigd te hebben. Hij werd begin 1945 van zijn functie als burgemeester ontheven en in beschuldiging gesteld. Bovendien verloor hij zijn parlementaire onschendbaarheid en werd hij uit de Luikse federatie van de PSB gezet. Bologne, die vanwege zijn slechte gezondheid niet aangehouden werd, verdedigde zich door te stellen dat hij alleen lijsten van verkozen communisten gegeven had (parlementairen, provincieraadsleden en anderen), waarvan de identiteit en betrokkenheid toch bekend waren. Uiteindelijk verkreeg hij in 1946 ontslag van rechtsvervolging. Niettemin betekenden de gebeurtenissen wel het einde van zijn politieke loopbaan.
Bologne was daarnaast lid van de Hoge Raad voor Gevangenissen en bestuurder bij de Luikse havenmaatschappij, de sociale huisvestingsmaatschappij Maison liégeoise, de verzekeringsgroep SMAP en de Luikse kas voor beroepskrediet, alsook lid van de toezichtsraad van de Middenschool in Luik en van het administratief bureau van het Koninklijk Atheneum. Tevens nam hij deel aan de voorbereidende werken van de Waalse Economische Raad en werd Bologne belast met de voorbereiding van het Waals Nationaal Congres dat op 20 en 21 oktober 1945 gehouden werd in Luik. Door de beschuldigingen die na de oorlog tegen hem werden geuit, kon hij het voorzitterschap van dit congres echter niet op zich nemen.